# Mezinárodní letiště Krále Fahda
Mezinárodní letiště Krále Fahda (arabsky مطار الملك فهد الدولي‎, IATA: DMM, ICAO: OEDF) je letiště u Dammámu na východním pobřeží Saúdské Arábie. Je pojmenováno po Fahdovi bin Abdovi al-Azízovi, který byl v letech 1982 až 2005 pátým králem Saúdské Arábie. Bylo uvedeno do provozu v roce 1999, od středu města je vzdáleno přibližně 30 kilometrů severozápadně a je uzlovým letištěm pro společnost Saudia.